# Torrmyrtjärnarna (södra)
Torrmyrtjärnarna (södra) är en sjö i Vindelns kommun i Västerbotten och ingår i Umeälvens huvudavrinningsområde.